# 角倉一朗
角倉 一朗（すみくら いちろう、1932年10月27日 - ）は、日本の音楽学者、東京藝術大学音楽学部名誉教授、バッハを中心とする西洋音楽史や音楽理論の研究の第一人者。

## 経歴
東京生まれ。東京藝術大学音楽学部楽理科卒、同研究科修了。桐朋学園大学助教授、東京藝術大学教授を歴任し、多くの音楽学者を育てた。多くの門下生が全国の大学で音楽史関連講義の教鞭をとっている。退官後神戸女学院大学特任教授に着任。

## 著作

### 著書
- 『バッハ』（音楽之友社）
- 編『現代のバッハ像』（白水社）
- 『バッハ作品総目録』（白水社）

### 訳書
- マックス・ヴェーバー『音楽社会学』（創文社）
- ウルリヒ・ミヒェルス『図解音楽事典』（白水社）
- カール・ダールハウス『音楽史の基礎概念』（白水社）
- アレン・キャドウォーラダー&ディヴィッド・ガニェ『調性音楽のシェンカー分析』（音楽之友社）
- ウォルター・ピストン『和声法』（音楽之友社）
- アントニー・バートン編『古典派の音楽　歴史的背景と演奏習慣』（音楽之友社）など多数。